# Microporus xanthopus
Microporus xanthopus är en svampart som först beskrevs av Elias Fries, och fick sitt nu gällande namn av Carl Ernst Otto Kuntze 1898. Microporus xanthopus ingår i släktet Microporus och familjen Polyporaceae.   Inga underarter finns listade i Catalogue of Life.